# Mindre fiskörn
Mindre fiskörn (Icthyophaga humilis) är en asiatisk fisklevande fågel i familjen hökar.

## Utseende
Mindre fiskörn är en liten (51–68 cm), vråklik och gråbrun fisklevande örn med litet huvud. Likt nära släktingen gråhuvad fiskörn är den grå på huvudet och vit på buk och undergump. Mindre fiskörn är dock mindre, ljusare grå ovan med gråaktig stjärt (ej vit med svart ändband), gråare under och med en vit fläck på de yttre handpennornas bas. Ungfågeln är brunare, med ljusare vingundersida och stjärtbas och utan gråhuvade fiskörnens tydliga strimmighet.

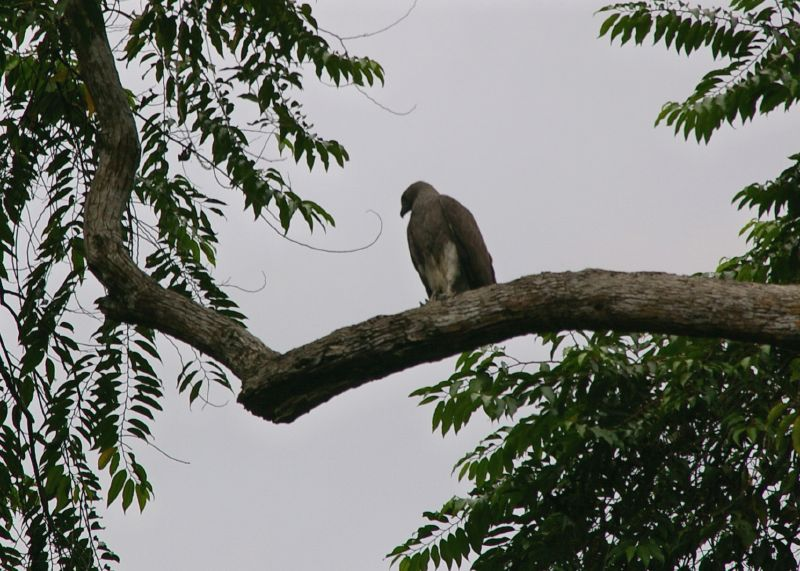

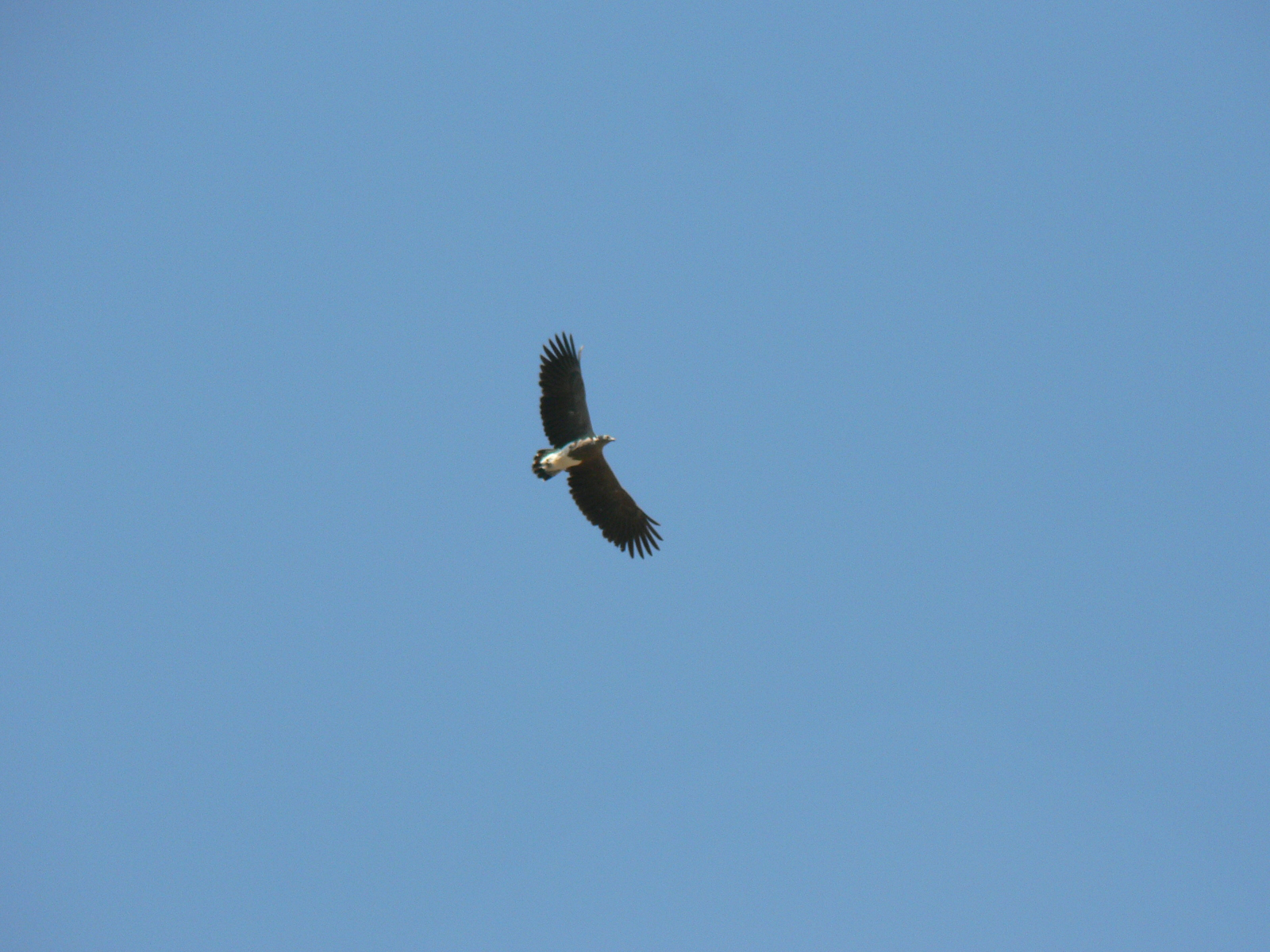

## Utbredning och systematik
Mindre fiskörn delas in i två underart med följande utbredning:
- Icthyophaga humilis plumbea – förekommer från Kashmir till Sydostasien och Hainan (södra Kina)
- Icthyophaga humilis humilis – förekommer från Malaysia till Borneo, Sumatra, Sulawesi, Banggaiöarna och Sulaöarna

## Levnadssätt
Arten påträffas kring stora skogskantade floder och våtmarker i låglänta områden och bergstrakter upp till 2 400 meters höjd, dock vanligen under 1 000 meter.

## Status och hot
Mindre fiskörn är beroende av fiskrika skogskantade vattenytor. Skogsavverkning, överfiskning och föroreningar har därför påverkat beståndet negativt. Internationella naturvårdsunionen IUCN kategoriserar därför arten som nära hotad.